# Bottin
Guglielmo Bottin, bedre kendt som Bottin, er en electronica-producer / dj fra Italien.

## Diskografi
- Sage comme un Image (2012, ZR Records, UK)
- Discocracy / August (2010, Eskimo Recordings, BE)
- Galli (Give It Up) / Piazza Venezia (2010, Eskimo Recordings, BE)
- Discoursive Diversions (2010, Nang, UK)
- Hot Ring (2010, Bear Funk, UK)
- Horror Disco (2009, Bear Funk, UK)
- No Static (2009, Italians Do It Better, UK)
- Fondamente Nove (2008, Eskimo Recordings, BE)
- I Love Me Vol. I (2004, Irma/Sony, IT)
- Chill Reception (2002)